# Europese weg 821
De Europese Weg 821 of E821 is een weg die uitsluitend door Italië loopt. De weg volgt het hele traject met de A1dir.
Deze weg van slechts ±19 km is de kortste E-weg en vormt een verbindingsweg tussen de E80 nabij Rome en de E45 bij San Cesareo.